# Stadtgericht Nordenburg
Das Stadtgericht Nordenburg war bis 1849 ein preußisches Land- und Stadtgericht mit Sitz in Nordenburg.

## Geschichte
Am 24. Juli 1407 wurde Nordenburg das Kulmer Stadtrecht durch Hochmeister Ulrich von Jungingen an den Schulzen Nitsche Döring verliehen, verbunden mit der niederen Gerichtsbarkeit. Das Stadtgericht Nordenburg war ab 1808 ein Gericht 2. Klasse im Sprengel des Oberlandesgerichts Königsberg.
1837 umfasste der Gerichtsbezirk die Stadt Nordenburg mit Bergenthal mit 2188 Gerichtseingesessenen. Hinzu kamen eine Reihe von Patrimonialgerichten, die vom Gericht verwaltet wurden, mit 3546 Gerichtseingesessenen (zusammen also 5734 Gerichtseingesessene). Am Gericht waren ein Stadtrichter und ein Unterbeamter beschäftigt.
Nach der Märzrevolution wurden 1849 einheitlich Kreisgerichte gebildet. In Nordenburg entstand die Gerichtskommission Nordenburg des Kreisgerichts Wehlau.